# Federica Bellaria
Federica Bellaria es una deportista italiana que compitió en natación sincronizada. Ganó dos medallas de bronce en el Campeonato Europeo de Natación de 2012, en las pruebas de equipo y combinación libre.

## Palmarés internacional
| Campeonato Europeo | Campeonato Europeo       | Campeonato Europeo | Campeonato Europeo |
| Año                | Lugar                    | Medalla            | Prueba             |
| ------------------ | ------------------------ | ------------------ | ------------------ |
| 2012               | Eindhoven (Países Bajos) | Medalla de bronce  | Equipo             |
| 2012               | Eindhoven (Países Bajos) | Medalla de bronce  | Combinación libre  |